# Gymnasium Juvenaat
Het Gymnasium Juvenaat, of voluit het Rooms Katholiek Gymnasium Juvenaat Heilig Hart, was een rooms-katholiek gymnasium met circa 400 leerlingen in Bergen op Zoom.

## Geschiedenis Juvenaat
Het kleinseminarie Juvenaat werd opgericht op 6 december 1900 door priesters van het Heilig Hart van Jezus, een congregatie gesticht door de Franse priester Leo Dehon. De school was tijdelijk gevestigd aan de Wouwsestraat in Bergen op Zoom, waarna de congregatie onderdak vond in het gildehuis Driekoningen aan de (in de jaren 1950 gedempte) Kaai. In 1903 trokken de priesters in een nieuw klooster aan de Antwerpsestraatweg 125. Het Juvenaat en 33 leerlingen verhuisden mee.
Met een voorbereidende klas waren er in totaal zeven klassen. Leerlingen tot en met klas 3 werden de "Kleinen" genoemd. Vanaf klas vier hoorde je bij de "Groten". Beide afdelingen werden geleid door een pater Prefect. In 1953 werd Het Juvenaat officieel erkend als gymnasium. Daarmee was de school een van de eerste seminaries met een officieel erkend gymnasium. Eind jaren vijftig studeerden er zo'n 240 leerlingen, begeleid en verzorgd door 40 paters en broeders allen intern. Vanaf 1968 werd de school ook opengesteld voor meisjes, zowaar een revolutie. De brugklas telde toen 48 leerlingen. In 1969 werd het internaat gesloten.
Vanaf begin jaren zeventig groeide de school gestaag naar ongeveer 450 leerlingen en 50 personeelsleden nu. De school is na de verhuizing uit het oude Juvenaat (afgebroken in 1993) gehuisvest in een modern gebouw aan de Pater Dehonlaan 63 dat sinds de bouw in 1988 nog tweemaal uitgebreid is.
In 2021 fuseerde het Juvenaat met het Mollerlyceum. Vanaf het schooljaar 2022-2023 verhuisden de leerlingen van het Juvenaat tijdelijk naar de Noordzijde Zoom. De nieuwe school gaat verder onder de naam MollerJuvenaat.

## Oud-leerlingen
Dit is een lijst van oud-leerlingen van het Juvenaat met een artikel op Wikipedia.
- Cornald Maas (1962, televisiepresentator en schrijver)
- Ties Mellema (1976, saxofonist)
- Maartje Stokkers (1978, musicologe en radiopresentatrice)